# Hong Kong en los Juegos Olímpicos de México 1968
Hong Kong estuvo representado en los Juegos Olímpicos de México 1968 por un total de 11 deportistas masculinos que compitieron en 3 deportes.
El equipo olímpico hongkonés no obtuvo ninguna medalla en estos Juegos.